# Puchar Europy w Lekkoatletyce 1965 – półfinał mężczyzn (Rzym)
Półfinał pucharu Europy w lekkoatletyce w 1965 mężczyzn odbył się 21 i 22 sierpnia w Rzymie. Był to jeden z trzech półfinałów. Pozostałe odbyły się w Oslo i Zagrzebiu.
Wystąpiło sześć zespołów, z których dwa najlepsze awansowały do finału.

## Klasyfikacja generalna
| Poz. | Reprezentacja  | Punkty |
| ---- | -------------- | ------ |
| 1    | RFN            | 96     |
| 2    | Polska         | 85     |
| 3    | Czechosłowacja | 81     |
| 4    | Włochy         | 67     |
| 5    | Bułgaria       | 45     |
| 5    | Szwajcaria     | 45     |

## Wyniki indywidualne
Kolorami oznaczono zawodników reprezentujących zwycięskie drużyny.

### Bieg na 100 metrów
| Lp. | Państwo        | Zawodnik            | Wynik |
| --- | -------------- | ------------------- | ----- |
| 1.  | RFN            | Manfred Knickenberg | 10,5  |
| 2.  | Polska         | Wiesław Maniak      | 10,6  |
| 3.  | Szwajcaria     | Max Barandun        | 10,7  |
| 4.  | Włochy         | Ennio Preatoni      | 10,7  |
| 5.  | Czechosłowacja | Vilém Mandlík       | 10,8  |
| 6.  | Bułgaria       | Michaił Byczwarow   | 11,0  |

### Bieg na 200 metrów
| Lp. | Państwo        | Zawodnik         | Wynik |
| --- | -------------- | ---------------- | ----- |
| 1.  | Włochy         | Sergio Ottolina  | 21,2  |
| 2.  | Czechosłowacja | Vilém Mandlík    | 21,4  |
| 3.  | Polska         | Wiesław Maniak   | 21,4  |
| 4.  | RFN            | Gert Metz        | 21,6  |
| 5.  | Szwajcaria     | Rudolf Oegerli   | 22,0  |
| 6.  | Bułgaria       | Jordan Głuchczew | 22,4  |

### Bieg na 400 metrów
| Lp. | Państwo        | Zawodnik            | Wynik |
| --- | -------------- | ------------------- | ----- |
| 1.  | Polska         | Andrzej Badeński    | 46,0  |
| 2.  | RFN            | Manfred Kinder      | 46,4  |
| 3.  | Włochy         | Sergio Bello        | 46,7  |
| 4.  | Czechosłowacja | Josef Trousil       | 47,0  |
| 5.  | Szwajcaria     | Jean-Louis Descloux | 47,4  |
| 6.  | Bułgaria       | Złati Wyłczew       | 48,5  |

### Bieg na 800 metrów
| Lp. | Państwo        | Zawodnik             | Wynik  |
| --- | -------------- | -------------------- | ------ |
| 1.  | RFN            | Franz-Josef Kemper   | 1:53,0 |
| 2.  | Czechosłowacja | Tomáš Jungwirth      | 1:53,2 |
| 3.  | Polska         | Zbigniew Wójcik      | 1:53,8 |
| 4.  | Włochy         | Gianfranco Carabelli | 1:53,9 |
| 5.  | Bułgaria       | Michaił Markow       | 1:54,5 |
| 6.  | Szwajcaria     | Hanspeter Born       | 1:54,7 |

### Bieg na 1500 metrów
| Lp. | Państwo        | Zawodnik           | Wynik  |
| --- | -------------- | ------------------ | ------ |
| 1.  | Czechosłowacja | Josef Odložil      | 3:45,4 |
| 2.  | RFN            | Bodo Tümmler       | 3:45,5 |
| 3.  | Polska         | Zbigniew Wójcik    | 3:47,3 |
| 4.  | Szwajcaria     | Hermann Jäger      | 3:47,3 |
| 5.  | Włochy         | Franchesco Bianchi | 3:49,4 |
| 6.  | Bułgaria       | Sławej Florow      | 3:50,5 |

### Bieg na 5000 metrów
| Lp. | Państwo        | Zawodnik         | Wynik   |
| --- | -------------- | ---------------- | ------- |
| 1.  | RFN            | Harald Norpoth   | 14:10,6 |
| 2.  | Czechosłowacja | Karel Szotkowski | 14:13,0 |
| 3.  | Szwajcaria     | Werner Dössegger | 14:22,8 |
| 4.  | Bułgaria       | Georgi Szulew    | 14:25,0 |
| 5.  | Włochy         | Antonio Ambu     | 15:34,6 |
| 6.  | Polska         | Lech Boguszewicz | 16:27,4 |

### Bieg na 10 000 metrów
| Lp. | Państwo        | Zawodnik        | Wynik   |
| --- | -------------- | --------------- | ------- |
| 1.  | Polska         | Kazimierz Zimny | 29:21,6 |
| 2.  | Czechosłowacja | Josef Tomáš     | 29:22,4 |
| 3.  | RFN            | Lutz Philipp    | 29:29,4 |
| 4.  | Włochy         | Luigi Conti     | 30:14,6 |
| 5.  | Szwajcaria     | Edgar Friedli   | 30:20,0 |
| –   | Bułgaria       | –               | DNS     |

### Bieg na 110 metrów przez płotki
| Lp. | Państwo        | Zawodnik          | Wynik |
| --- | -------------- | ----------------- | ----- |
| 1.  | Włochy         | Eddy Ottoz        | 14,1  |
| 2.  | RFN            | Hinrich John      | 14,3  |
| 3.  | Czechosłowacja | Milan Čečman      | 14,6  |
| 4.  | Polska         | Leszek Wodzyński  | 14,8  |
| 5.  | Szwajcaria     | Fiorenzo Marchesi | 14,8  |
| 6.  | Bułgaria       | Petyr Bożinow     | 15,0  |

### Bieg na 400 metrów przez płotki
| Lp. | Państwo        | Zawodnik            | Wynik |
| --- | -------------- | ------------------- | ----- |
| 1.  | Włochy         | Roberto Frinolli    | 50,6  |
| 2.  | RFN            | Rainer Schubert     | 52,2  |
| 3.  | Czechosłowacja | František Mandlík   | 52,5  |
| 4.  | Bułgaria       | Władimir Tabakow    | 52,6  |
| 5.  | Szwajcaria     | Hans Kocher         | 53,3  |
| 6.  | Polska         | Andrzej Skorupiński | 53,9  |

### Bieg na 3000 metrów z przeszkodami
| Lp. | Państwo        | Zawodnik          | Wynik  |
| --- | -------------- | ----------------- | ------ |
| 1.  | Czechosłowacja | Petr Holas        | 8:49,2 |
| 2.  | Polska         | Edward Szklarczyk | 8:51,0 |
| 3.  | Bułgaria       | Iwan Penew        | 8:51,8 |
| 4.  | RFN            | Manfred Letzerich | 8:54,4 |
| 5.  | Włochy         | Umberto Risi      | 9:00,2 |
| 6.  | Szwajcaria     | Heinz Schild      | 9:47,0 |

### Sztafeta 4 × 100 metrów
| Lp. | Państwo        | Zawodnicy                                                          | Wynik  |
| --- | -------------- | ------------------------------------------------------------------ | ------ |
| 1.  | Włochy         | Livio Berruti Ennio Preatoni Ippolito Giani Pasquale Giannattasio  | 40,0   |
| 2.  | RFN            | Manfred Knickenberg Gert Metz Dieter Enderlein Fritz Obersiebrasse | 40,0   |
| 3.  | Polska         | Andrzej Zieliński Wiesław Maniak Edward Romanowski Tadeusz Cuch    | 40,4   |
| 4.  | Szwajcaria     | Rudolf Oegerli Werner Martin Hans Hönger Max Barandun              | 40,5 = |
| 5.  | Czechosłowacja | Herbert Bende Ladislav Kříž Jiří Kynos Vilém Mandlík               | 40,8   |
| 6.  | Bułgaria       | Stefan Penczew Michaił Byczwarow Jordan Gluchczew Weselin Wałow    | 42,ł   |

### Sztafeta 4 × 400 metrów
| Lp. | Państwo        | Zawodnicy                                                                   | Wynik  |
| --- | -------------- | --------------------------------------------------------------------------- | ------ |
| 1.  | Polska         | Stanisław Grędziński Sławomir Nowakowski Wojciech Lipoński Andrzej Badeński | 3:08,0 |
| 2.  | Włochy         | Gian Paolo Iraldo Bruno Bianchi Giacomo Puosi Sergio Bello                  | 3:08,1 |
| 3.  | RFN            | Manfred Kinder Jens Ulbricht Werner Thiemann Jürgen Kalfelder               | 3:08,5 |
| 4.  | Czechosłowacja | Zdeněk Matějka Tomáš Jungwirth Jaromír Haisl Josef Trousil                  | 3:10,0 |
| 5.  | Szwajcaria     | Niklaus Haas Jean-Louis Descloux Albert Keller Hansueli Mumenthaler         | 3:12,2 |
| 6.  | Bułgaria       | Iwan Iwanow Christo Gergow Złati Wyłczew Władimir Tabakow                   | 3:18,8 |

### Skok wzwyż
| Lp. | Państwo        | Zawodnik         | Wynik  |
| --- | -------------- | ---------------- | ------ |
| 1.  | RFN            | Ingomar Sieghart | 2,11   |
| 2.  | Bułgaria       | Ewgeni Jordanow  | 2,09   |
| 3.  | Włochy         | Mauro Bogliatto  | 2,09 = |
| 4.  | Polska         | Edward Czernik   | 2,05   |
| 5.  | Szwajcaria     | René Maurer      | 1,99   |
| 6.  | Czechosłowacja | Josef Krybus     | 1,96   |

### Skok o tyczce
| Lp. | Państwo        | Zawodnik               | Wynik |
| --- | -------------- | ---------------------- | ----- |
| 1.  | RFN            | Klaus Lehnertz         | 4,90  |
| 2.  | Czechosłowacja | Rudolf Tomášek         | 4,80  |
| 3.  | Bułgaria       | Dimityr Chlebarow      | 4,80  |
| 4.  | Polska         | Włodzimierz Sokołowski | 4,60  |
| 5.  | Włochy         | Sergio Rossetti        | 4,40  |
| 6.  | Szwajcaria     | Werner Duttweiler      | 4,20  |

### Skok w dal
| Lp. | Państwo        | Zawodnik           | Wynik |
| --- | -------------- | ------------------ | ----- |
| 1.  | RFN            | Hans-Helmut Trense | 7,60  |
| 2.  | Bułgaria       | Rajczo Conew       | 7,46  |
| 3.  | Szwajcaria     | Walter Zuberbühler | 7,44  |
| 4.  | Polska         | Andrzej Stalmach   | 7,35  |
| 5.  | Czechosłowacja | Jan Broda          | 7,18  |
| 6.  | Włochy         | Roberto Bonechi    | 6,98  |

### Trójskok
| Lp. | Państwo        | Zawodnik          | Wynik |
| --- | -------------- | ----------------- | ----- |
| 1.  | Polska         | Józef Szmidt      | 16,34 |
| 2.  | Bułgaria       | Georgi Stojkowski | 16,29 |
| 3.  | RFN            | Michael Sauer     | 16,14 |
| 4.  | Czechosłowacja | Petr Nemšovský    | 15,99 |
| 5.  | Włochy         | Pierluigi Gatti   | 15,08 |
| 6.  | Szwajcaria     | André Bänteli     | 14,70 |

### Pchniecie kulą
| Lp. | Państwo        | Zawodnik             | Wynik |
| --- | -------------- | -------------------- | ----- |
| 1.  | Polska         | Alfred Sosgórnik     | 18,56 |
| 2.  | Czechosłowacja | Jaroslav Šmíd        | 17,65 |
| 3.  | RFN            | Heinfried Birlenbach | 17,15 |
| 4.  | Szwajcaria     | Edy Hubacher         | 16,79 |
| 5.  | Włochy         | Silvano Meconi       | 16,30 |
| 6.  | Bułgaria       | Wyłczo Iwanow        | 15,58 |

### Rzut dyskiem
| Lp. | Państwo        | Zawodnik       | Wynik |
| --- | -------------- | -------------- | ----- |
| 1.  | Czechosłowacja | Ludvík Daněk   | 60,58 |
| 2.  | Polska         | Zenon Begier   | 58,40 |
| 3.  | RFN            | Jens Reimers   | 56,04 |
| 4.  | Bułgaria       | Todor Artarski | 51,64 |
| 5.  | Włochy         | Franco Grossi  | 51,62 |
| 6.  | Szwajcaria     | Mathias Mehr   | 47,36 |

### Rzut młotem
| Lp. | Państwo        | Zawodnik          | Wynik |
| --- | -------------- | ----------------- | ----- |
| 1.  | RFN            | Uwe Beyer         | 66,52 |
| 2.  | Czechosłowacja | Josef Matoušek    | 63,72 |
| 3.  | Polska         | Tadeusz Rut       | 63,30 |
| 4.  | Szwajcaria     | Ernst Ammann      | 60,40 |
| 5.  | Bułgaria       | Wasił Krumow      | 57,52 |
| 6.  | Włochy         | Walter Bernardini | 54,98 |

### Rzut oszczepem
| Lp. | Państwo        | Zawodnik         | Wynik |
| --- | -------------- | ---------------- | ----- |
| 1.  | Polska         | Janusz Sidło     | 79,46 |
| 2.  | Włochy         | Vanni Rodeghiero | 77,50 |
| 3.  | Czechosłowacja | Josef Dušátko    | 76,84 |
| 4.  | RFN            | Rolf Herings     | 75,56 |
| 5.  | Szwajcaria     | Urs von Wartburg | 74,64 |
| 6.  | Bułgaria       | Mitju Diczew     | 69,80 |